# Colotis evanthe
Colotis evanthe is een vlindersoort uit de familie van de Pieridae (witjes), onderfamilie Pierinae.
Colotis evanthe werd in 1836 beschreven door Boisduval.